# 파파타스 브라바스
파타타스 브라바스(스페인어: patatas bravas)는 튀긴 감자에 매콤한 소스를 얹은 스페인 요리이다. 마드리드에서는 레스토랑이나 술집 바의 타파스로 흔히 내며, 스페인 전역에서 찾아볼 수 있다.
파타타스 브라바스는 그냥 먹기도 하지만 여러 가지 다른 것을 곁들여 먹을 때도 많다. 초리소, 치스토라, 구운 닭고기, 생선튀김 등이 대표적이다. 또 '토르티야 브라바'(tortilla brava)라는 이름의, 매운 소스 뿌린 토르티야를 같이 내기도 한다.

## 요리법
먼저 소금간을 한 물에 흰감자를 몇분간 삶아 부드럽게 만든다. 표면을 문질러 말린 다음 2cm 크기로 자르고, 기름에 튀겨 낸다. 여기에 토마토 또는 파프리카로 만든 소스를 뿌린다.
감자에 뿌리는 소스는 지역별로 달라지기도 한다. 부르고스에서는 토마토에 식초, 피망, 그밖에 매콤한 양념을 섞어 만든다. 이 소스는 올리브 오일과 마늘로 맛을 낸 감자튀김 요리인 '파타타스 알리올리'(patatas aioli)에 뿌려 먹기도 한다. 발렌시아와 카탈루냐에서는 올리브 오일, 피망, 파프리카, 고추, 식초 등으로 소스를 만들며 알리올리를 곁들여 내는 것이 전통이다. 홍합 요리에다 뿌려 먹는 경우도 있으며 이쪽은 '메히요네스 엔 살사 브라바'(mejillones en salsa brava)라 부른다.

## 같이 보기
- 감자튀김
- 감자칩
- 파파스 아루가다스